# العلاقات الفيتنامية الميكرونيسية
العلاقات الفيتنامية الميكرونيسية هي العلاقات الثنائية التي تجمع بين فيتنام وولايات ميكرونيسيا المتحدة.

## مقارنة بين البلدين
هذه مقارنة عامة ومرجعية للدولتين:
| وجه المقارنة                                              | فيتنام           | ولايات ميكرونيسيا المتحدة |
| --------------------------------------------------------- | ---------------- | ------------------------- |
| المساحة (كم2)                                             | 331.69 ألف       | 702                       |
| عدد السكان (نسمة)                                         | 94.66 مليون      | 105.54 ألف                |
| الكثافة السكانية (ن./كم²)                                 | 285.39           | 15.03 ألف                 |
| العاصمة                                                   | هانوي            | باليكير                   |
| اللغة الرسمية                                             | اللغة الفيتنامية | لغة إنجليزية              |
| العملة                                                    | دونغ فيتنامي     | دولار أمريكي              |
| الناتج المحلي الإجمالي (بليون دولار)                      | 234.19 مليار     | 336.43 مليون              |
| الناتج المحلي الإجمالي (تعادل القوة الشرائية) بليون دولار | 553.42 مليار     | 365.27 مليون              |
| الناتج المحلي الإجمالي الاسمي للفرد دولار أمريكي          | 2.48 ألف         | 3.02 ألف                  |
| الناتج المحلي الإجمالي للفرد دولار أمريكي                 | 5.63 ألف         |                           |
| مؤشر التنمية البشرية                                      | 0.666            | 0.640                     |
| رمز المكالمات الدولي                                      | +84              | +691                      |
| رمز الإنترنت                                              | .vn              | .fm                       |
| المنطقة الزمنية                                           | ت ع م+07:00      |                           |

## منظمات دولية مشتركة
يشترك البلدان في عضوية مجموعة من المنظمات الدولية، منها:
| علم المنظمة | اسم المنظمة                        | تاريخ انضمام فيتنام | تاريخ انضمام ولايات ميكرونيسيا المتحدة |
| ----------- | ---------------------------------- | ------------------- | -------------------------------------- |
|             | بنك التنمية الآسيوي                | 1966                | 1990                                   |
|             | مؤسسة التنمية الدولية              | 24 سبتمبر 1960      | 24 يونيو 1993                          |
|             | يونسكو                             | 6 يوليو 1951        | 19 أكتوبر 1999                         |
|             | وكالة ضمان الاستثمار متعدد الأطراف | 5 أكتوبر 1994       | 11 أغسطس 1993                          |
|             | الأمم المتحدة                      | 20 سبتمبر 1977      | 17 سبتمبر 1991                         |
|             | البنك الدولي للإنشاء والتعمير      | 21 سبتمبر 1956      | 24 يونيو 1993                          |
|             | الاتحاد الدولي للاتصالات           | 24 سبتمبر 1951      | 18 مارس 1993                           |
|             | منظمة حظر الأسلحة الكيميائية       | ?                   | ?                                      |
|             | مؤسسة التمويل الدولية              | 4 أغسطس 1967        | 24 يونيو 1993                          |

## وصلات خارجية
- موقع وزارة الخارجية الفيتنامية